# Noodle (personaje)
Noodle (Osaka, 31 de octubre de 1990) es una personaje japonesa, guitarrista y covocalista de Gorillaz. Fue creada por Jamie Hewlett y Damon Albarn.
Llegó a la banda siendo una niña muy pequeña sin recordar nada de su pasado, y obtuvo el puesto por ser una excelente guitarrista. De carácter tranquilo y muy inteligente, es la voz de la razón, por lo que los demás le tienen mucho respeto. Además de talentosa compositora y artista marcial, es quien generalmente está detrás de todo el proceso artístico de los discos (aunque Murdoc siempre le robe todo el crédito).

## Biografía

### Fase 1
Cuando tenía 10 años de edad, Noodle llegó a Kong Studios en una caja de FedEx, en respuesta a un anuncio colocado por Gorillaz en el New Musical Express, diciendo que se necesitaba urgentemente un guitarrista experimentado. Ella no sabía hablar inglés; de hecho, la única palabra que podía decir era noodle ("fideo"), motivo por el que se gana su alias. Rápidamente se instaló en Inglaterra con Gorillaz, y fue aceptada como el cuarto miembro de la banda. En los vídeos y arte del primer álbum de la banda autotitulado "Gorillaz", Noodle tenía una apariencia más infantil que consistía de un casco con antenas en los extremos y una chaqueta color crema con algunos logotipos. Casi siempre usaba la misma ropa y comúnmente se le confundía con un varón.

### Fase 2
Noodle regresó a Japón para averiguar la verdad sobre su pasado, tras ser acosada por extrañas pesadillas, mientras se encontraba en gira, regresa a Japón, luego de oír la frase-código «océano-tocino» en un restaurante, Noodle recupera su memoria. Allí, por casualidad, se reunió con su creador/mentor, el Sr. Kyuzo, quien trabajaba como chef en el restaurante y le explicó el significado de sus recuerdos recuperados. Resultó que era uno de los sujetos de prueba en secreto del proyecto de súper soldados del gobierno japonés, pero ella fue entrenada especialmente como músico. Como resultado de su adiestramiento, Noodle es una maestra en el manejo de muchas armas, idiomas, e instrumentos musicales, siendo la guitarra su especialidad, como un instrumento musical y como un instrumento de destrucción. De los 23 niños creados para el proyecto, Noodle fue la única que sobrevivió. El resto fue destruido por el gobierno. El Sr. Kyuzo logró contrabandear a Noodle hacia Inglaterra, después de leer el anuncio publicado por los otros tres miembros de Gorillaz en el New Musical Express. El Sr. Kyuzo eligió específicamente a Gorillaz porque era consciente del habitual éxito internacional de bandas inglesas y creía que Noodle podría gozar de éxito en relativa oscuridad. Las otras dos palabras-código (una para borrar su memoria y otra que la convierte en una frenética máquina de matar) son conocidas solo por Noodle y, presumiblemente, el Sr. Kyuzo, aunque Murdoc tiene un gran interés en averiguarlas.
Noodle recupera su capacidad para hablar inglés, junto con sus recuerdos, y fue el primer miembro de Gorillaz en volver a Kong Studios. Ella estuvo sola en los estudios de Kong durante casi seis meses, durante ese tiempo fue componiendo la mayoría de temas del álbum "Demon Days". Su composición del álbum construía un mensaje específico, lo que explicaría el sonido más «elaborado», en contraste con el debut que estaba integrado solamente por Murdoc y 2-D.
Ella; tras el "incidente" del videoclip de El Mañana, supuestamente fallece en el 2006, a los 15 años, pero en el álbum Plastic Beach se revela que en realidad sobrevivió, ya que el sitio web de Gorillaz, permitía a personas recorrer Kong Studios, una radio se oía en el cuarto de transmisiones. La transmisión era una llamada de socorro de Noodle. El mensaje se imprime como un epílogo en el libro de Gorillaz, Rise of the Ogre, diciendo Noodle: «El avión, jefe, el avión... Murdoc, tienes que traerme el mapa, ¿me escuchas? *palabras en japonés incomprensibles*... Apresúrate, antes de que sea demasiado tarde... ¡Auxilio, auxilio!... El niño demonio, es el niño demonio, debemos escapar, vamos... Es el demonio guardián, el edificio comienza a derrumbarse desde el subsuelo... Murdoc, debes conseguir la combinación, la combinación...». —Con el "niño demonio", refiriéndose a Boogieman.
En el arte y en los vídeos de este disco se puede notar que, al igual que todos los personajes en este álbum sufre un cambio estético radical, dejando atrás esa imagen infantil y adquiriendo el aspecto de una adolescente, esto probablemente se argumente con el hecho de que ya ha pasado bastante tiempo como para que ya le dieran una nueva imagen a la banda. En el video de Dare, se ve a Noodle más delicada, de ropa color blanca, que deja visible su ombligo; también usa unos zapatos a cuadros y movimientos más delicados.

### Fase 3
Después de la misteriosa desaparición y posible muerte de Noodle tras su última aparición en el video de «El Mañana»  Murdoc en una entrevista afirma que la teoría del paracaídas es mentira (la teoría es que Noodle había conseguido escapar de la isla flotante con un paracaídas) y que no había visto a Noodle desde el video. La nueva Noodle de Plastic Beach es una réplica robot creada por Murdoc, a la que llamó "Cyborg Noodle", (apareciendo por primera vez en el vídeo de Stylo, haciendo corto circuito por una bala) fue creada con el ADN que quedó de Noodle en los restos del molino de «El Mañana».
El día 4 de junio, durante la transmisión del concierto del Candem Roudhouse de Londres, se transmitió en vivo el ident que faltaba a la secuencia de los otros 4 y se mostró a la verdadera Noodle a bordo de un crucero que es atacado por piratas, para que poco después empiece el vídeo de «On Melancholy Hill» según los animáticos mostrados en el concierto en Coachella. En el nuevo vídeo «On Melancholy Hill» se ve a Noodle con una máscara en un barco que (al igual que en el vídeo de «El Mañana») es atacada y sobrevive.
En el video de «Stylo» se la ve a Cyborg Noodle como una asaltante, esta sufre un corto circuito por una bala y se apaga. En las imágenes del nuevo CD Plastic Beach se puede apreciar a Evil Noodle recargándose y siendo reparada por Murdoc. Mientras que de la verdadera Noodle se sabe que viaja en un barco con una máscara Oni (o máscara del diablo) con una mariposa verde dibujada encima (a veces confundida con una máscara de gato) y, después de ser atacada por piratas, escapa —junto con Russel— hacia Plastic Beach.
Después en el vídeo de «Broken»; se ve que Noodle estaba viva, igual que en el vídeo de Rhinestone Eyes; tras estar viajando con Russel Hobbs, se puede ver que en esta última canción, Cyborg Noodle, empieza a descomponerse.
En el vídeo de Rhinestones Eyes, Noodle se reencuentra con el grupo tras derrotar a los demonios que atacaban Plastic Beach. En los últimos segundos del vídeo, Noodle se quita la máscara y se puede ver la cicatriz de quemadura en su ojo derecho.

### Fase 4
En la fase 4 se la ve con muchos cambios en su nueva etapa. En el video «Saturnz Barz», en donde ella tiene dos coletas en ambos costados de su cabeza, lentes 3D, lleva una blusa azul y una minifalda negra. En un comercial de «Jaguar Racing» aparece Noodle conduciendo a una velocidad increíble, rompiendo el récord.

## Personalidad
Noodle es el único miembro de Gorillaz, además de 2-D, que demostró algún tipo de talento vocal (aunque en Rise of the Ogre, Murdoc en muchas de las declaraciones hace connotar que él cree que puede cantar y que nadie valora su talento vocal). Durante la Fase 1 de Gorillaz, Noodle sólo podía hablar japonés, con las excepciones de los nombres de sus compañeros y las pequeñas palabras como «d'oh» o «yes», y Russel le había traducido para ella (a menudo, aunque no siempre, incorrectamente); pero había hecho coros en inglés: «19-2000» para el coro y la copia de seguridad en varias pistas en el primer álbum.
No fue hasta la segunda fase con el álbum Demon Days que en realidad se le escucha hablar inglés con fluidez en sus conversaciones. Noodle es todavía uno de los más talentosos miembros de la banda, como se reconoce en los demás miembros, y aun de talento vocal y sobre todo es una buena bailarina. Ella fue a cantar a toda la pista y DARE para ser el único miembro del grupo que fue estrella en dos videos de música por sí misma («DARE» y «El mañana»).
Noodle es una fan de las películas de Hayao Miyazaki. En especial «El viaje de Chihiro» y consiguió tener una isla parecida a la de la película «El castillo en el cielo», para el video musical, «Feel Good Inc.».
Según la biografía presentada en Gorillaz aparición en Cribs, sus influencias son Johnny Thunders y Richie Sambora. También en algunas ocasiones se le pudo ver jugando con el primer Game Boy de la compañía de videojuegos Nintendo. En el vídeo de la canción DARE se puede apreciar en una pantalla del extremo inferior derecho el famoso videojuego "Pong".

## La voz
Con Noodle hay varias actrices de doblaje que trabajaron con su papel, en los "G-Bitez" fue Haruka Kuroda. Desde la canción «19-2000» hasta «Left Hand Suzuki Method» fue Miho Hatori. Luego entró Rosie Wilson, para la canción DARE. En la Fase 3, Noodle nunca hablo, por lo tanto no tuvo actriz de doblaje. Y en 2017 en adelante fue Tina Weymouth, la primera aparición de la voz fue en el comercial de Jaguar, con Panasonic.

## Discografía con Gorillaz
Álbumes de estudio
- Gorillaz (2001)
- Demon Days (2005)
- Plastic Beach (2010)
- The Fall (2011)
- Humanz (2017)
- The Now Now (2018)
- Song Machine, Season One: Strange Timez (2020)
- Cracker Island (2023)